# Хурцилава, Шота Иванович
Шота Иванович Хурцилава (1927 год, село Шешелета, ССР Абхазия) — звеньевой колхоза имени Берия Гальского района, Абхазская АССР, Грузинская ССР. Герой Социалистического Труда (1948).

## Биография
Родился в 1927 году в крестьянской семье в селе Шешелета Гальского района.
С раннего возраста трудился в сельском хозяйстве. Трудовую деятельность начал в послевоенные годы. Трудился рядовым колхозником, затем возглавлял комсомольско-молодёжное звено в колхозе имени Берия (с 1953 года — колхоз «Шешелети») сельсовета Репо-Шешелета Гальского района.
В 1947 году звено под его руководством собрало в среднем с каждого гектара по 77,26 центнеров кукурузы с площади 3 гектара. Указом Президиума Верховного Совета СССР от 21 февраля 1949 года удостоен звания Героя Социалистического Труда за «получение в 1947 году высокого урожая сортового зелёного чайного листа и табака» с вручением ордена Ленина и золотой медали «Серп и Молот» (№ 747).
Этим же указом званием Героя Социалистического Труда были удостоены председатель колхоза Кондратий Джотоевич Узарашвили, бригадиры Терентий Пачавалаевич Абухбая, Элизбар Павлович Джолия, Фёдор Батломович Квиртия, звеньевые Михаил Несторович Аркания, Эраст Джаруевич Джолия, Тарасий Гвадиевич Гурцкая, Гуджа Павлович Тунгия и Ирадион Павлович Хурцилава.
После выхода на пенсию проживал в селе Репо-Шешелети Гальского района.